# 후지타 고시로
후지타 고시로(일본어: 藤田小四郎 후지타 코시로[*], 1842년 ~ 1865년 3월 20일)는 막말에 활약한 미토 번사이다. 미토 덴구당(天狗党)의 수장에 해당한다. 훗날 종4위에 증위되었다.
덴포 13년(1842년), 히타치국 히가시이바라키 군(東茨城郡) 미토(水戸)에서 당시 미토 번주 도쿠가와 나리아키(徳川斉昭)의 소바요닌(側用人)이었던 후지타 도코의 넷째 아들로 태어났다. 이름은 마코토(信), 자는 시리쓰(子立), 아호는 도카이(東海)이며, 고시로는 그의 통칭이다. 어머니는 후지타 도코의 첩인 도키 사키(土岐さき)이다.
고시로는 형제 중에서 가장 재능이 뛰어나고 활발했다고 전해진다. 아버지 도코의 영향을 받아 존황양이 사상에 따라 활동하게 되었다. 안세이 2년(1855년) 안세이 대지진으로 아버지를 잃었다.
분큐 3년(1863년), 번주 도쿠가와 요시아쓰(徳川慶篤)가 상경할 때 수행하였고, 교토에서 조슈번사 가쓰라 고고로, 구사카 겐즈이를 비롯한 지사들과 교류하였다. 이에 따라 더욱 존황양이 사상을 심화시켰고, 미토 번 과격파의 수령급으로 대두하였다.
겐지 원년 3월 27일(1864년 5월 2일), 조정으로부터 양이의 칙령을 받고도 무대책인 막부에 대해 분노하여 동지 60여 명을 결집하여 쓰쿠바 산에서 거병하였으니, 덴구당의 난이 이것이다. 하지만 거병은 실패하였고 에치젠국 신보(新保)에서 가가번 측에 의해 체포되었다. 그리고 겐지 2년 2월 23일(1865년 3월 20일) 쓰루가(敦賀)의 라이게이지(来迎寺)에서 처형되었다. 사망 당시 향년 24세였다. 고시로의 수급은 다케다 고운사이 등의 수급과 함께 미토로 보내져 효수되었다.